# Reima Pietilä
Reima Pietilä (Turku, 25 agosto 1923 – Helsinki, 26 agosto 1993) è stato un architetto finlandese.

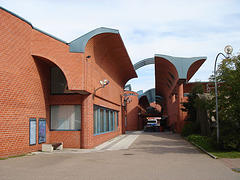
Centro commerciale e comunitario di Hervanta a Tampere

Lavorò a stretto contatto con la moglie, Raili Pietilä, con la quale cooperò per molte delle sue opere.
Reimä Pietilä è stato docente presso l'Università di Oulu dal 1973 al 1979.
La vita e la carriera di Reimä Pietilä è stata chiaramente interpretata dai critici dell'architettura inglesi Roger Connah e Malcolm Quantrill, cosìccome dal teorico e storico norvegese Christian Norberg-Schulz: il nocciolo della questione risiede nella controtendenza di Pietilä rispetto al razionalismo dell'architettura modernista finlandese, che trova nel suo connazionale Alvar Aalto il massimo esponente, per quanto lo stesso Aalto viene spesso visto come colui che ruppe il rigore del modernismo pure e estese egli stesso il concetto di razionalismo. Pietilä ricercava infatti nelle sue opere un connubio tra l'architettura organica (in forma prevalente) e uno stile moderno. Pieilä tentò di teorizzare le sue posizioni in architettura e in vita si dedicò alla filosofia: si scoprì coinvolto, ad esempio, nella questione della fenomenologia del luogo. Successivamente a questo interesse per il luogo si aggiunse l'intento di coniugare l'identità nazionale e la stessa lingua finlandese in una nuova forma architettonica: lo stesso concetto tentò di applicarlo in alcune opere realizzate all'estero come nel Kuwait e a Delhi.

## Opere principali

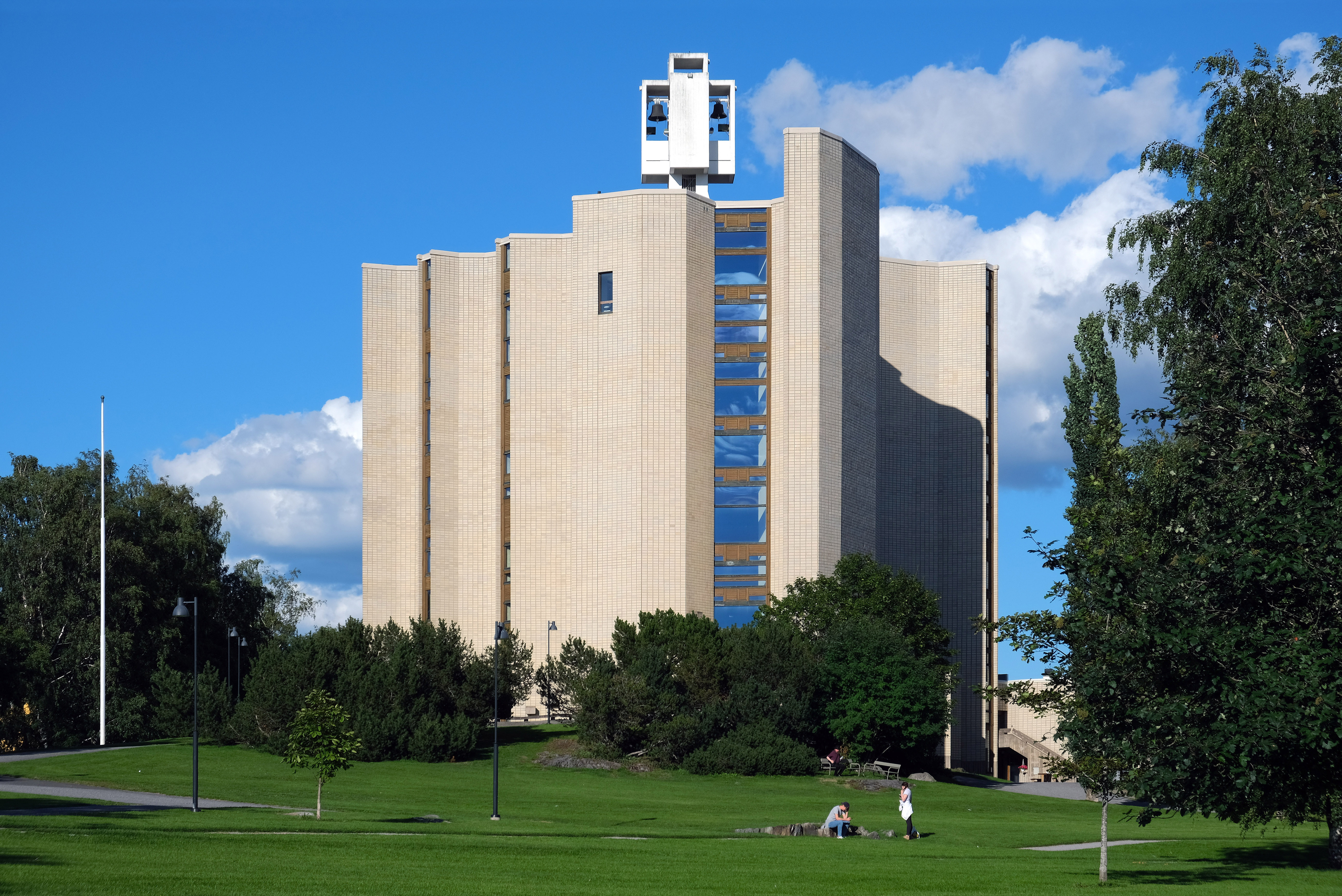
Chiesa di Kaleva

- 1956 - 1958 Padiglione finlandese alla fiera internazionale di Bruxelles  Archiviato il 14 marzo 2007 in Internet Archive.
- 1959 - 1966 Chiesa di Kaleva a Tampere
- 1961 - 1966 Edificio per l'assemblea studentesca Dipoli a Otaniemi Espoo
- 1962 - 1982 Zona residenziale Suvikumpu a Tapiola Espoo
- 1963 - 1985 Ambasciata finlandese a New Delhi, India
- 1973 - 1975 Sauna al Hvitträsk a Kirkkonummi
- 1973 - 1982 Palazzo Sief a Kuwait City, Kuwait
- 1978 - 1986 Il Metso, principale biblioteca di Tampere
- 1979 - 1982 Chiesa di Lieksa a Lieksa, nord Karelia
- 1979 - 1989 Centro commerciale e comunitario di Hervanta, Tampere
- 1984 - 1993 Mäntyniemi, residenza del Presidente della Finlandia a Helsinki